# Băng nổi
Một tảng băng nổi hoặc băng trôi là một cụm lớn các mảnh băng nổi thường được định nghĩa là một mảnh bằng phẳng có ít nhất 20 m trên tại điểm rộng nhất của nó, và lên đến hơn 10 km bề dọc. Băng trôi là vùng băng biển nổi, bao gồm một số tảng băng nổi. Chúng có thể gây ùn tắc do băng trên các dòng sông nước ngọt, và trong đại dương mở có thể làm hỏng vỏ tàu.

## Hình ảnh

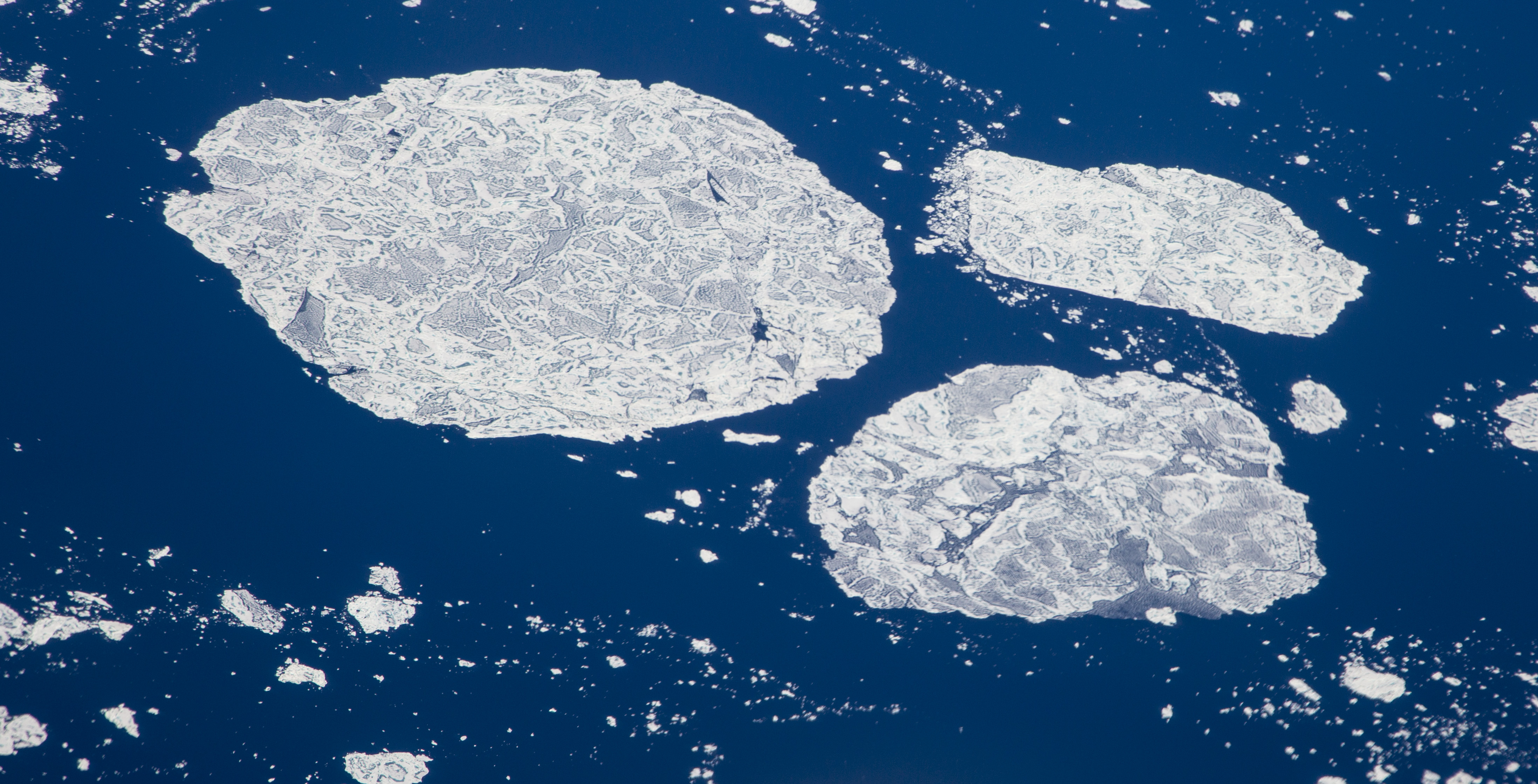
Vài tảng băng nổi trên Eo biển Hudson
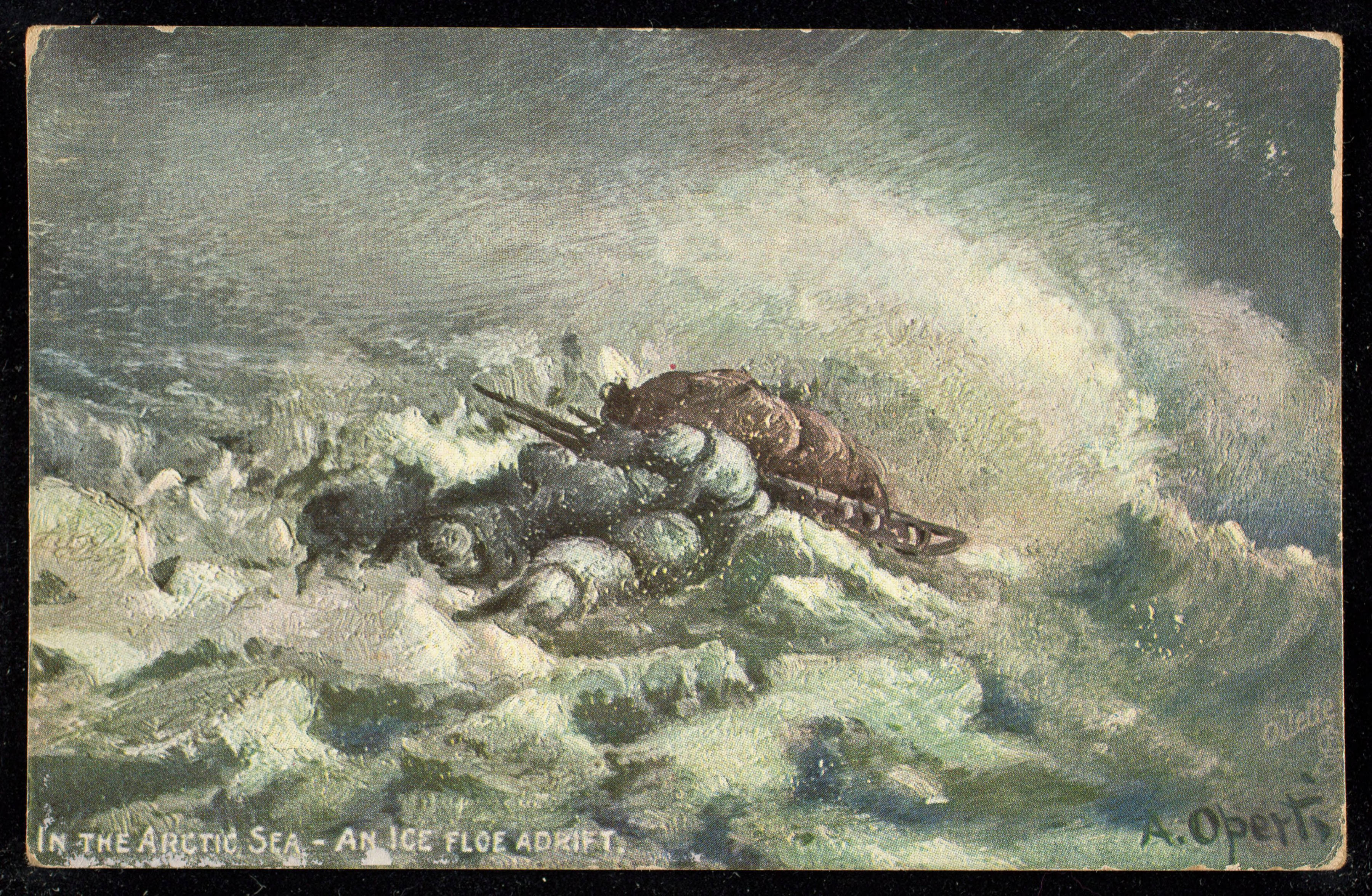
"In the Arctic Sea – An Ice Floe Adrift" (Ở Bắc Băng Dương – Một tảng băng nổi). Bưu thiếp, Albert Operti, đầu thế kỷ 20